# Sant Marcèu de Montmaraud
Saint-Marcel-en-Murat és un municipi francès, situat al departament de l'Alier i a la regió d'Alvèrnia-Roine-Alps. L'any 2007 tenia 134 habitants.

## Demografia

### Població
El 2007 la població de fet de Saint-Marcel-en-Murat era de 134 persones. Hi havia 47 famílies de les quals 8 eren unipersonals (4 homes vivint sols i 4 dones vivint soles), 23 parelles sense fills i 16 parelles amb fills.
La població ha evolucionat segons el següent gràfic:
Habitants censats

### Habitatges
El 2007 hi havia 67 habitatges, 52 eren l'habitatge principal de la família, 12 eren segones residències i 3 estaven desocupats. 66 eren cases i 1 era un apartament. Dels 52 habitatges principals, 37 estaven ocupats pels seus propietaris, 14 estaven llogats i ocupats pels llogaters i 2 estaven cedits a títol gratuït; 7 tenien tres cambres, 18 en tenien quatre i 27 en tenien cinc o més. 43 habitatges disposaven pel capbaix d'una plaça de pàrquing. A 25 habitatges hi havia un automòbil i a 25 n'hi havia dos o més.

### Piràmide de població
La piràmide de població per edats i sexe el 2009 era:
| Homes | Edats   | Dones |
| ----- | ------- | ----- |
| 0     | 95 o +  | 0     |
| 0     | 90 a 94 | 0     |
| 0     | 85 a 89 | 0     |
| 0     | 80 a 84 | 4     |
| 4     | 75 a 79 | 4     |
| 8     | 70 a 74 | 12    |
| 0     | 65 a 69 | 4     |
| 0     | 60 a 64 | 4     |
| 4     | 55 a 59 | 0     |
| 4     | 50 a 54 | 4     |
| 4     | 45 a 49 | 8     |
| 8     | 40 a 44 | 12    |
| 0     | 35 a 39 | 4     |
| 4     | 30 a 34 | 4     |
| 8     | 25 a 29 | 8     |
| 0     | 20 a 24 | 8     |
| 8     | 15 a 19 | 8     |
| 8     | 10 a 14 | 0     |
| 0     | 5 a 9   | 0     |
| 12    | 0 a 4   | 0     |

## Economia
El 2007 la població en edat de treballar era de 85 persones, 67 eren actives i 18 eren inactives. De les 67 persones actives 66 estaven ocupades (35 homes i 31 dones) i 1 aturada (1 dona i 1 dona). De les 18 persones inactives 5 estaven jubilades, 8 estaven estudiant i 5 estaven classificades com a «altres inactius».

### Ingressos
El 2009 a Saint-Marcel-en-Murat hi havia 56 unitats fiscals que integraven 135 persones, la mediana anual d'ingressos fiscals per persona era de 15.953 €.

### Activitats econòmiques
Dels 4 establiments que hi havia el 2007, 1 era d'una empresa de construcció, 1 d'una empresa financera i 2 d'empreses de serveis.
L'únic servei als particulars que hi havia el 2009 era una lampisteria.
L'any 2000 a Saint-Marcel-en-Murat hi havia 22 explotacions agrícoles que ocupaven un total de 1.944 hectàrees.

## Poblacions més properes
El següent diagrama mostra les poblacions més properes.